# Iman Zarandifar
 (janvier 2009).
Si vous disposez d'ouvrages ou d'articles de référence ou si vous connaissez des sites web de qualité traitant du thème abordé ici, merci de compléter l'article en donnant les références utiles à sa vérifiabilité et en les liant à la section « Notes et références ».
Iman Zarandifar, alias « Sniff », né à Téhéran en Iran en 1966, est un chanteur français, membre dans les années 1980 du groupe oi! Evil Skins. Il est un ancien punk devenu célèbre pour sa conversion et appartenance revendiquée au mouvement skinhead.

## Biographie
Né à Téhéran en 1966, Iman Zarandifar s'installe en France[Quand ?] peut-être en région parisienne avec ses parents (son père est alors metteur en scène et sa mère est actrice) après avoir obtenu le statut de réfugié politique. Il est d'origine iranienne.
Devenu adolescent, il est surnommé « Sniff » ou « Fesni » en référence à une période au cours de laquelle il était punk et « sniffait » de la colle à rustine. Après avoir abandonné la mode punk au profit du mode de vie skinhead, il rejoint une bande (composée notamment de Batskin, Grand Eric, P'tit Willy, Porky, etc.) qui fréquente tout d'abord la place Gambetta puis le quartier Latin et acquiert rapidement une réputation liée à sa violence. Il est notamment à la tête d'une bande de casseurs lors d'une manifestation d'extrême droite le 5 mai 1983 à Paris.
Il participe ensuite à la mise en place du groupe de musique RAC les Evil Skins, dont il devient le chanteur.
En 1984, à la sortie d'un bar-concert, le « Cithéa », à Paris dans la rue Oberkampf, une bagarre l'oppose à Laurent Jacqua, un jeune de 17 ans. Sniff est blessé d'un coup de révolver  : il est atteint à la colonne vertébrale et restera paralysé ; au cours de cet incident un autre skinhead son ami Olivier Berton, surnommé « Turlut », âgé de 16 ans, meurt sur le coup.
Jacqua est incarcéré à la prison de Poissy, où il a depuis purgé une autre peine pour braquage de banque et évasion. Sniff quant à lui, reste paralysé et est contraint de se déplacer en fauteuil roulant ou avec des béquilles.
Malgré son handicap, il restera le chanteur des Evil Skins qui repartent en concert huit mois après.
En 1990, il est membre du groupe Teep'n Teepatix (qui se produira en première partie du groupe les Wampas).
Au début des années 1990, il change de mode de vie et s'installe à Ibiza. Lors d'une interview accordée en 1992, il s'explique sur son appartenance passée en affirmant qu'il s'agissait davantage d'une manifestation du rejet de la société que d'une réelle adhésion au néonazisme.
Sa réputation sulfureuse et son attitude provocante lui permettent de constituer une certaine légende dans le milieu skinhead  où il reste jusqu'à présent une référence sur le plan historique (en dépit de son origine étrangère).